# Санта-Софія
Санта-Софія (італ. Santa Sofia) — муніципалітет в Італії, у регіоні Емілія-Романья, провінція Форлі-Чезена.
Санта-Софія розташована на відстані близько 240 км на північ від Рима, 75 км на південний схід від Болоньї, 34 км на південь від Форлі.

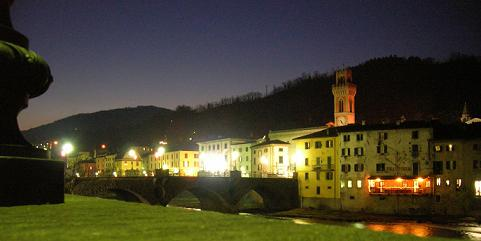

Населення — 4175 осіб (2014). День покровительки — святої Люциї відзначається 13 грудня

## Демографія
Населення за роками:

Станом на 1 січня 2023 року в муніципалітеті офіційно проживало 519 іноземців з 37 країн, серед них 189 громадян країн Євросоюзу та 6 громадян України.

## Сусідні муніципалітети
- Баньйо-ді-Романья
- Чивітелла-ді-Романья
- Галеата
- Пратовеккьо-Стія
- Премількуоре
- Сан-Годенцо
- Сарсіна